# یک همسر خوب
یک همسر خوب (صربی: Добра жена) یک فیلم درام صربستانی به کارگردانی و نویسندگی میریانا کارانوویچ است که در سال ۲۰۱۶ منتشر شد. این فیلم در بخش مسابقات درام سینمایی جهان در جشنواره فیلم ساندنس ۲۰۱۶ نمایش داده شد و نماینده صربستان جهت رقابت برای جایزه اسکار بهترین فیلم بین‌المللی در هشتاد و نهمین دوره جوایز اسکار بود که انتخاب نشد. از بازیگران این فیلم می‌توان به میریانا کارانوویچ و ایسیدورا سیمیونوویچ اشاره کرد.